# Shōta Matsushima
Shōta Matsushima (松島庄汰?, Matsushima Shōta; Amagasaki, 26 dicembre 1990) è un attore e modello giapponese.

## Filmografia
- Godhand Teru - serie TV, (2009)
- Q10 - serie TV, (2010)
- Softboy, regia di Keisuke Toyoshima (2010)
- Ōoku, regia di Fuminori Kaneko (2010)
- Hanazakari no kimitachi e 2011 - serie TV, (2011)
- Moshidora (2011)
- Rejidento-5nin no kenshui - serie TV,  (2012)
- Yoru no sensei - serie TV, episodio 6, (2014)
- Kujira no ita natsu, regia di Yasuhiro Yoshida (2014)
- Ao Oni ver.2.0, regia di Hideaki Maekawa (2015)
- Kamen Rider Drive: Surprise Future, regia di Takayuki Shibazaki (2015)
- Kamen Raidā × Kamen Raidā Gōsuto Ando Doraibu Chō Mūbī Taisen Jeneshisu, regia di Osamu Kaneda (2015)
- Il mio matrimonio felice, regia di Ayuko Tsukahara (2023)